# Российско-украинская граница
Росси́йско-украи́нская грани́ца — государственная граница между Украиной и Российской Федерацией. Является частью государственной границы Украины и государственной границы России.
Появилась после распада СССР в 1991 году на месте границы между РСФСР и УССР. Имеет длину 2295 км, в том числе длина морской части — 321 км, сухопутной — 1 974 км.
Договор о государственной границе между Украиной и РФ подписан президентами Леонидом Кучмой и Владимиром Путиным 28 января 2003 года в Киеве и ратифицирован парламентами обеих стран. 17 мая 2010 года президентами Дмитрием Медведевым и Виктором Януковичем было подписано соглашение о совместной демаркации делимитированной части границы.
В связи с аннексией Крыма Россией с 2014 года Украина не контролирует часть государственной границы, проходящую по морю между Крымом и Краснодарским краем России. Кроме того, в связи с захватом части территорий Донецкой и Луганской областей самопровозглашёнными ДНР и ЛНР при поддержке России с 2014 года Украина также не контролирует часть государственной границы, проходящей по суше между Донецкой и Луганской областями и Ростовской областью России.
По состоянию на начало 2022 года, граница охранялась с обеих сторон. На большинстве участков были установлены пограничные столбы, на отдельных участках — искусственные заграждения. Пересечение границы разрешалось только в пунктах пропуска.
В связи с полномасштабным российским вторжением в 2022 году Украина утратила контроль над частью государственной границы, проходящей между Луганской и Харьковской областями Украины и Воронежской и Белгородской областями России. После контрнаступления ВСУ в Харьковской области под украинский контроль частично вернулся участок границы, проходящий между Харьковской и Белгородской областями. 
По состоянию на 2024 год, на российско-украинской границе работает только один пункт пропуска — «Колотиловка — Покровка». Пункт пропуска работает только для пешеходов в сторону Украины и функционирует сугубо как гуманитарный коридор для возвращения украинцев с оккупированных Россией территорий.

## Формирование административных границ СССР

Формирование границы между РСФСР и УССР в 1917—1928 годах

В 1919—1928 годах шли споры по границе между формируемыми национальными республиками. Между УССР и РСФСР обсуждались 15 спорных пограничных участков (согласно представленной здесь карте-схеме «Формирование границ между УССР и РСФСР в 1917—1928 гг.»). 10 из этих 15 участков оказались в составе Украинской ССР. По Кубани и Ставрополью вопросы об украинских этнодемографических районах и селах официально не выдвигались.

#### Население приграничных территорий
До 1938 года существовали 37 украинских национальных районов в РСФСР и 11 русских национальных районов в Украинской ССР. В 4 из 8 приграничных с Украинской ССР регионах РСФСР:
- в Белгородской области 8 украинских национальных районов
- в Воронежской области 13 украинских национальных районов
- в Курской области 1 украинский национальный район
- В Крыму 1 украинский национальный район.

В отдалении от границ УССР было еще 14 украинских национальных районов:
- в Поволжье было 4 украинских национальных района
- в Сибири 6 украинских национальных районов
- на Дальнем Востоке 4 украинских национальных района.

Население приграничных с Украинской ССР регионов РСФСР в 1926—1939 годах:
| №     | Регион         | 1926       | 1926    | 1926      | 1926    | 1939       | 1939                    | 1939      | 1939                   |
| №     | Регион         | Русские    | %       | Украинцы  | %       | Русские    | %                       | Украинцы  | %                      |
| ----- | -------------- | ---------- | ------- | --------- | ------- | ---------- | ----------------------- | --------- | ---------------------- |
| 1     | Брянская       | 1.806.260  | 90,03 % | 131.837   | 6,57 %  | 1.759.761  | 96,16 %                 | 20.800    | 1,14 %                 |
| 2     | Курская        | 2.336.510  | 80,42 % | 554.654   | 19,09 % | 2.984.897  | 94,97 %                 | 138.105   | 4,39                   |
| 3     | Белгородская   | 932.374    | 57,51 % | 683.245   | 42,14 % | 1.270.339  | 87,78 %                 | 169.695   | 11,73 %                |
| 4     | Воронежская    | 2.211.092  | 66,85 % | 1.078.552 | 32,61 % | 3.113.269  | 87,66 %                 | 402.710   | 11,34 %                |
| 5     | Ростовская     | 1.445.269  | 51,85 % | 1.174.459 | 42,13 % | 2.613.000  | 90,3 %                  | 110.600   | 3,8 %                  |
| 6     | Краснодарский  | 1.358.996  | 45,20 % | 1.418.820 | 47,20 % | 2.754.027  | 86,80 %                 | 149.874   | 4,72 %                 |
| 7     | Ставропольский | 830.089    | 60,67 % | 439.838   | 32,15 % | 1.606.994  | 82,37 % (с автономиями) | 46.541    | 2,39 % (с автономиями) |
| Итого | Итого          | 10.920.590 |         | 5.481.405 |         | 16.102.287 |                         | 1.038.325 |                        |

Состав Брянской области (который был в составе Орловской области на 1939 год) был рассчитан путём вычленения районов Брянщины из состава объединенной области («Орловско-Брянской»).

#### Передача Крыма
В 1954 году произведена передача Крымской области из состава РСФСР в состав УССР.

## История
Формально российско-украинская граница как международная, а не граница субъектов СССР существует с 24 августа 1991 года, когда Украина объявила о независимости от СССР. 12 декабря 1991 года денонсацией Союзного договора независимость от СССР объявила и РСФСР, а 26 декабря Совет Республик Верховного Совета СССР принял декларацию о прекращении существования СССР.

### Делимитация и демаркация границы
Первоначально граница существовала как административная граница РСФСР и Украинской ССР. Эта граница до распада СССР не делимитировалась и не демаркировалась, будучи обозначена только почтовой адресацией населённых пунктов.
В 1998 году начались переговоры о делимитации границы (определение госграницы с описанием её прохождения и нанесением на карту) между Россией и Украиной. 28 января 2003 года в Киеве президенты Владимир Путин и Леонид Кучма подписали договор между Российской Федерацией и Украиной о государственной границе. Документ ратифицирован парламентами обеих стран к апрелю 2004 года.
Документ определил только границу по суше от Белоруссии до Азовского моря. Морскую границу по Азовскому морю и Керченскому проливу установить не удалось из-за имевшихся разногласий. Временно юрисдикция Азовского моря и Керченского пролива была урегулирована соглашением от 24 декабря 2003 года, декларировавшим свободу судоходства в Азовском море и Керченском проливе. 24 февраля 2023 года он был денонсирован
В конце 2003 года произошёл Конфликт вокруг Тузлы в Керченском проливе. В итоге очередных консультаций Украины и Российской Федерации, прошедших 12—13 июля 2005 года, пресс-служба МИДа Украины объявила, что Россия признала принадлежность Украине острова Коса Тузла в Керченском проливе и «вод вокруг него». Однако в Департаменте информации и печати МИД РФ в ответ на такую информацию заявили, что «правовой статус острова Тузла остаётся неопределённым». В 2014 году, указанные территории были аннексированы Россией.
17 мая 2010 года президенты Дмитрий Медведев и Виктор Янукович подписали соглашение о совместной демаркации (установка инженерных знаков и сооружений, обозначающих госграницу) согласованного участка границы. 7 ноября 2012 года был установлен первый пограничный знак в районе стыка границы Украины, России и Белоруссии.
Совместная демаркация границы была прервана российско-украинским кризисом 2014 года. 16 июня 2014 года Совет национальной безопасности и обороны Украины поручил правительству провести одностороннюю демаркацию границы. 19 ноября 2014 года Кабинет Министров Украины утвердил указ Петра Порошенко об одностороннем обозначении линии украинско-российской границы. Проект односторонней демаркации российско-украинской границы получил известность как Европейский вал. Он предусматривал сооружение траншей, рвов и других пограничных и оборонительных объектов.

### Режим пересечения границы
23 июня 1992 года в Дагомысе президенты Борис Ельцин и Леонид Кравчук подписали соглашение, согласно которому сохранялся принцип открытости государственных границ при поэтапном введении соответствующего международным стандартам таможенного контроля.
1 октября 1992 года вышел указ президента России «О неотложных мерах по организации таможенного контроля в Российской Федерации», который предписывал открыть пункты таможенного досмотра в приграничных российских городах, на автомагистралях, на железнодорожных линиях, а также в аэропортах. 15 февраля 1993 года на границе были выставлены первые российские подразделения пограничного контроля.
10 марта 1997 года вступило в силу Межправительственное соглашение о безвизовых поездках граждан РФ и Украины. С 1 ноября 2004 года вступил в силу специальный протокол, позволяющий гражданам одной страны находиться на территории другой без регистрации 90 дней.
С 2018 года граждане России, а также 70 других государств могли въехать на Украину только при наличии биометрического заграничного паспорта.

### Аннексия Крыма Россией и война в Донбассе

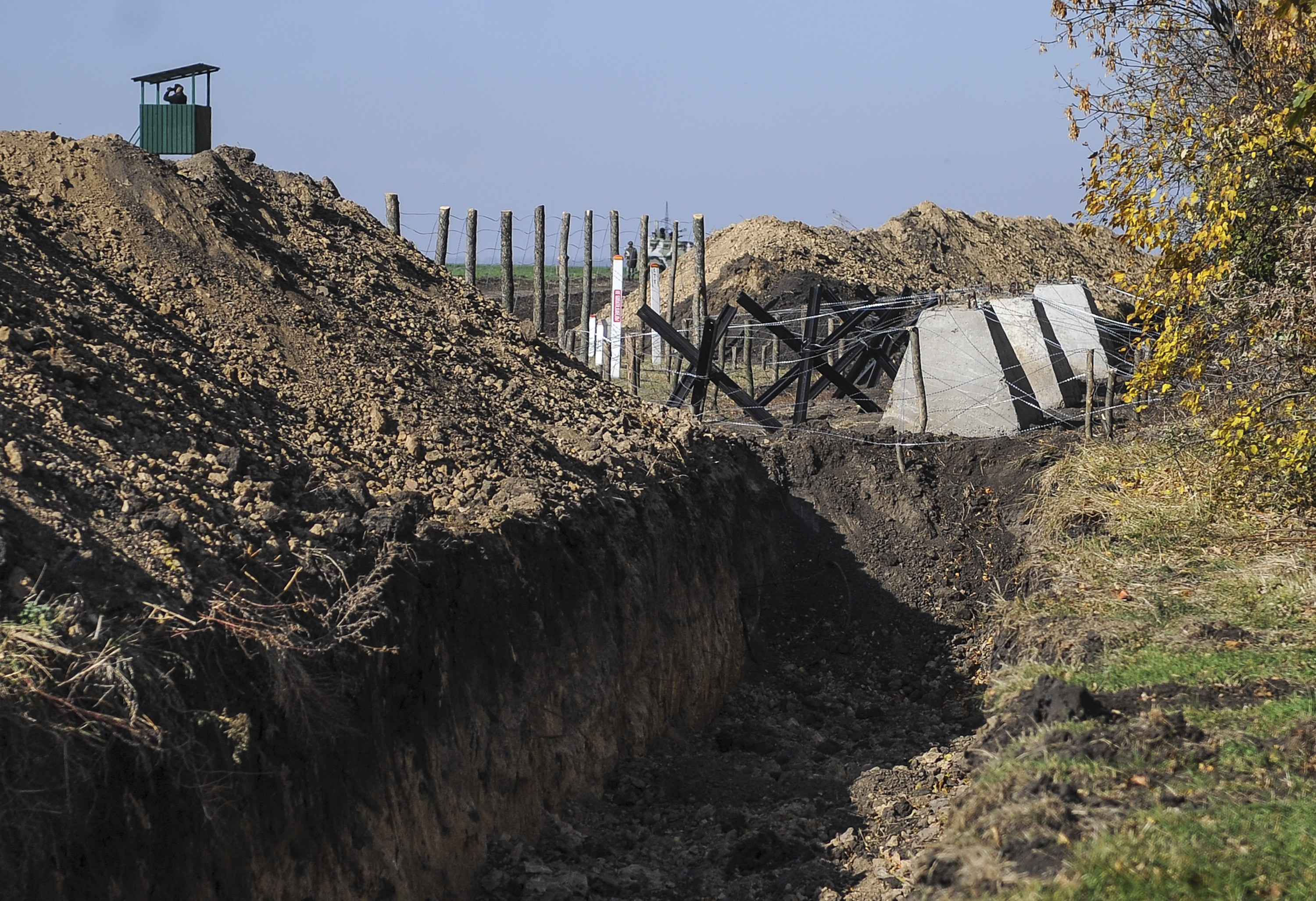
Ограждение на российско-украинской границе в октябре 2014 года

В 2014 году в отношениях двух стран наступает длительный кризис в связи с началом необъявленной войны: первыми результатами стали аннексия Крыма Россией и начало боевых действий в Донбассе. Вопрос границ резко обостряется в связи с потерей Украиной контроля над Крымом и частью территорий вдоль сухопутной границы с Россией. Начинается формирование участка разграничения в районе Перекопского перешейка (по административной границе Автономной Республики Крым) , который признается государственной границей только со стороны России.
Совместная демаркация сухопутной границы была остановлена. В 2014 году украинская сторона приняла решение об односторонней демаркации, впоследствии получившей известность как Европейский вал.

#### Формирование крымского участка линии разграничения

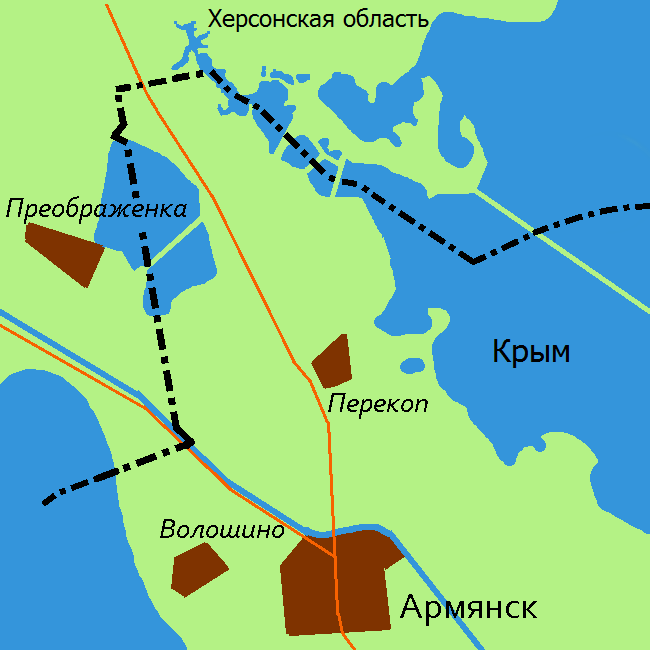
Линия разграничения России и Украины в районе Перекопского перешейка длиной 21 км

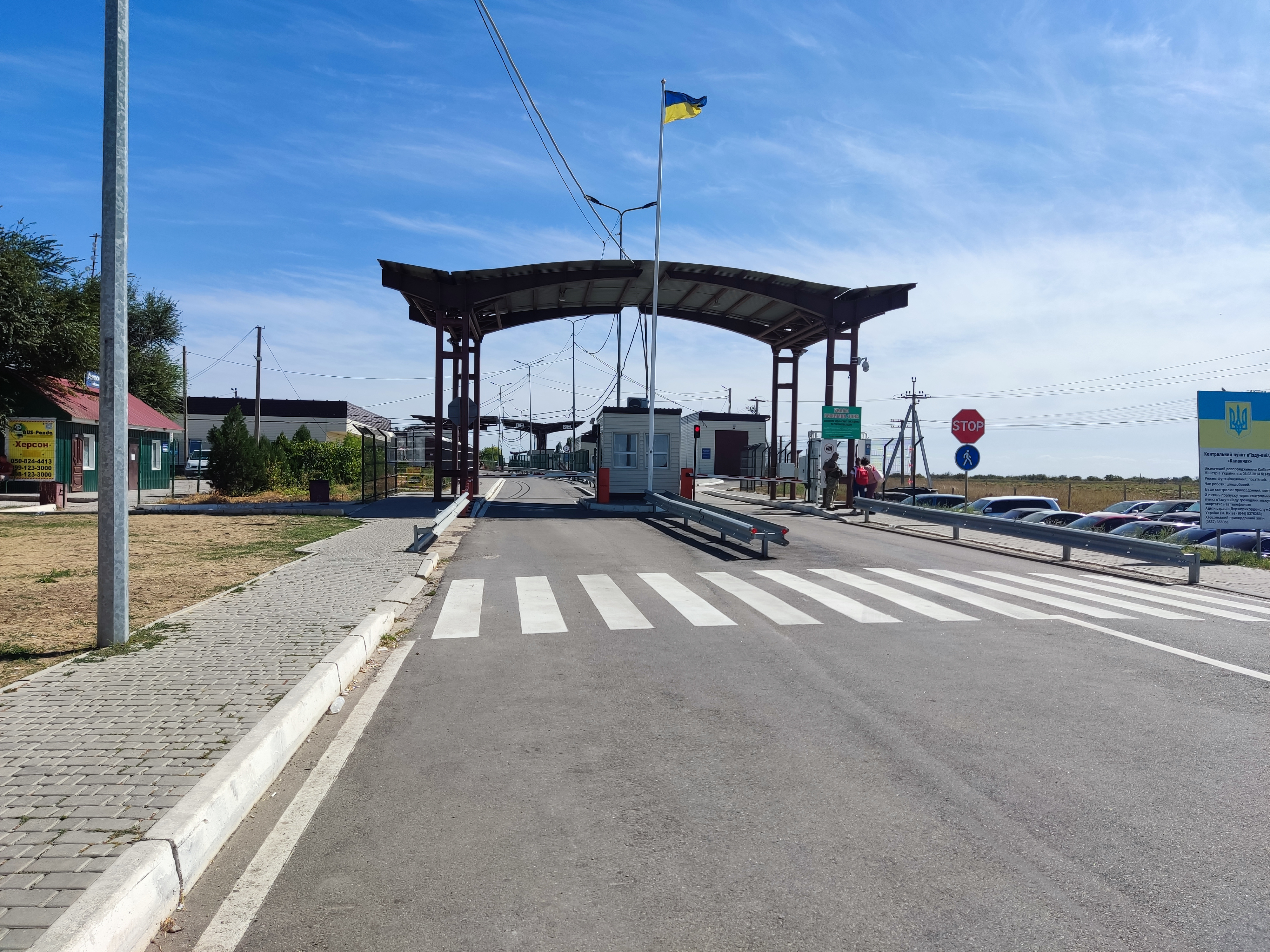
КПВВ Каланчак

После аннексии Крыма Россией вместо государственной границы между Россией и Украиной в этом регионе появилась линия разграничения, проходящая по административной границе Автономной Республики Крым, на территории которой, согласно позиции России, был образован субъект Российской Федерации — Республика Крым, — и Херсонской области. Протяжённость линии разграничения — приблизительно 170 км по суше и в озёрах Азовского моря; некоторое отклонение линии разграничения от этой границы в пользу России сохранялось до конца 2014 года.
Украинские контрольно-пропускные пункты на линии разграничения с Крымом были развёрнуты в начале марта 2014 года. При этом Украина не признаёт аннексию Крыма, и согласно её позиции на полуострове расположена граничащая по морю с Краснодарским краем России Автономная Республика Крым, оккупированная Российской Федерацией, а линия разграничения между контролируемой Россией территорией Крымского полуострова и Херсонской областью является административной границей регионов.
С апреля 2014 года между Крымом и Украиной с крымской стороны российскими властями открыта государственная граница России и установлены пределы фактической пограничной зоны в Республике Крым.
В августе 2014 года Верховной радой Украины был принят закон о создании свободной экономической зоны в Крыму, установивший на границе с Крымом таможенный режим. В соответствии с ним, с 27 сентября 2014 года украинская таможня работала с Крымом как с иностранным государством — при вывозе товаров с Украины в Крым на них оформлялась экспортная декларация, при ввозе из Крыма на Украину — импортная.
28 декабря 2018 года пресс-служба Погрануправления ФСБ России по Республике Крым и Севастополю сообщила о завершении строительства заграждений на линии разграничения Крыма с Херсонской областью.

### Полномасштабное вторжение России на Украину
24 февраля 2022 года вооружённые силы России начали полномасштабное вторжение на территорию Украины. В тот же день Украина разорвала дипломатические отношения с Россией, а с 1 июля ввела визовый режим для граждан России. С того времени легально пересечь границу между Россией и Украиной невозможно.
В начале вторжения Украина утратила контроль над всей своей границей с Россией, а также частично с Белоруссией. После отступления российских войск с севера Украины участок границы от Беларуси до Казачьей Лопани вернулся под украинский контроль, при этом на некоторых его фрагментах продолжаются боевые действия, идут обстрелы с двух сторон. После украинского контрнаступления в Харьковской области под контроль Украины практически полностью вернулся участок границы, проходящий в Харьковской и Белгородской областях.
На границе между Белгородской областью РФ и Сумской областью Украины работает (в одну сторону: из России в Украину) пункт пропуска Колотиловка (Россия) — Покровка (Украина). Украинцы, которые эвакуируются с временно оккупированных территорий, могут вернуться через него на подконтрольную территорию Украины.
30 сентября 2022 года Россия объявила об аннексии оккупированных территорий Украины, в административных границах этих регионов, в связи с чем более не признаёт сухопутную часть российско-украинской границы.
С начала 2023 года с территории Украины проводились рейды РДК и легиона «Свобода России» в Брянскую, Белгородскую, а с 2024 года — Белгородскую и Курскую области. 6 августа 2024 года Вооружённые силы Украины перешли границу и начали боевые действия в Курской области.
C августа 2025 года российские власти в одностороннем порядке решили закрыть 20 погранпунктов на границе с Украиной. Среди них - 13 автомобильных и 7 железнодорожных пунктов. Часть из них находятся на границе с оккупированными частями Украины.

## География
Государственная граница унаследовала своё расположение от границы между УССР и РСФСР, на момент распада СССР. Граница имеет длину 2 295 км и простирается от точки в Чёрном море в 22,5 км на юг от Керченского пролива, где соприкасаются впервые территориальные воды обоих государств, идёт на север к этому проливу, проходя его — по Азовскому морю к точке на побережье, где переходит в сухопутную границу и так до тройственной точки с Республикой Беларусь на севере.
Длина морской части — 321 км, сухопутной — 1 974 км.
 Регионы Российской Федерации, граничащие с Украиной:
- Брянская область;
- Курская область;
- Белгородская область;
- Воронежская область;
- Ростовская область;
- Краснодарский край.

 Регионы Украины, граничащие с Российской Федерацией:
- Черниговская область;
- Сумская область;
- Харьковская область;
- Луганская область;
- Донецкая область;
- Автономная Республика Крым.

## Охрана границы
- Пограничная служба Федеральной службы безопасности Российской Федерации (фактически не контролирует заявленные границы оккупированных и, впоследствии, аннексированных частей Донецкой, Луганской, Запорожской и Херсонской областей), также частично утерян контроль над международно признанной границей в Курской и Белгородской областях);
- Государственная пограничная служба Украины (фактически не контролирует ни международно признанную границу через Керченский пролив, ни демаркационную линию с Крымом, также утерян контроль над международно признанной границей в Донецкой, Луганской и, частично — Харьковской областях).